# Robert L. Ord

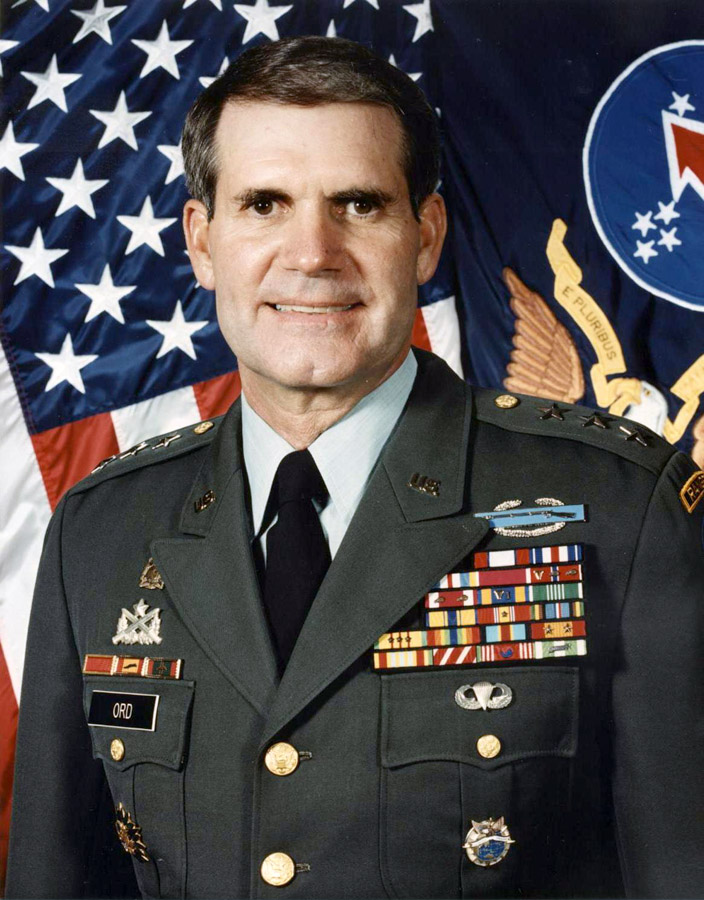
Robert L. Ord III

Robert Laird Ord III (* 12. Mai 1940 in Philadelphia, Pennsylvania) ist ein pensionierter Generalleutnant der United States Army.
Robert Ord wurde in Philadelphia geboren und wuchs in New Jersey auf, wo er im Jahr 1958 die High School besuchte. In den Jahren 1958 bis 1962 durchlief er die United States Military Academy in West Point. Nach seiner Graduation wurde er als Leutnant der Infanterie zugeteilt. In der Armee durchlief er anschließend alle Offiziersränge vom Leutnant bis zum Drei-Sterne-General.
Im Lauf seiner militärischen Karriere absolvierte Ord verschiedene Kurse und Schulungen. Dazu gehörten unter anderem der Infantry Officer Advanced Course, das United States Army War College sowie das Georgia Institute of Technology.
In seinen jüngeren Jahren absolvierte er den für Offiziere in den niederen Rangstufen üblichen Dienst in verschiedenen Einheiten und Standorten. Im weiteren Verlauf seiner Laufbahn kommandierte er Einheiten auf fast allen militärischen Ebenen. Zwischenzeitlich wurde er auch als Stabsoffizier eingesetzt. Unter anderem diente er bei der 25. Infanteriedivision auf Hawaii. Mit dieser Einheit wurde er im Vietnamkrieg eingesetzt, wo er in den Jahren 1966 und 1967 eine Kompanie kommandierte. Nach zwei Verwendungen als Stabsoffizier unter anderem als Verbindungsoffizier zur United States Air Force (ground liaison officer) auf der Dyess Air Force Base in Texas (1967–1968) und als Stabsoffizier bei der 1. Armee (1969–1972) kehrte er nach Vietnam zurück. Dort war er unter anderem als Stabsoffizier für Planungen und Operationen bei der Military Region IV eingesetzt.
Von 1974 bis 1976 war Ord Mitglied im Stab des militärischen Personal Centers (MILPERCEN) in Alexandria in Virginia. Anschließend kommandierte er bis 1977 ein Bataillon der 1st Infantry Training Brigade in Fort Benning. Im weiteren Verlauf seiner Karriere diente er als Stabsoffizier für Operationen (G3) bei MILPERCEN und als Kommandeur des 9. Infanterieregiments das der 7. Infanteriedivision unterstand. In den Jahren 1987 und 1988 war er in Südkorea stationiert, wo er Stabsoffiziersaufgaben im Personalwesen ausübte. Anschließend gehörte er bis 1990 als Assistant Division Commander zum Stab der 7. Infanteriedivision. Danach kommandierte er bis 1992 den Army Personnel Command in Alexandria in Virginia.
In den Jahren 1992 und 1993 war Robert Ord als Generalmajor Kommandeur der 25. Infanteriedivision, die in Hawaii stationiert war. Im November 1993 übernahm er, inzwischen als Generalleutnant, das Kommando über die United States Army Pacific, eine Vorgängerorganisation des im Jahr 2000 entstandenen gleichnamigen Hauptkommandos der Armee. In dieser Funktion löste er Johnnie H. Corns ab. Ord bekleidete diesen Posten bis zum Mai 1996. Im Juni des gleichen Jahres schied er aus dem aktiven Militärdienst aus.
Nach seinem Militärdienst wurde Robert Ord in verschiedenen anderen Bereichen tätig. Er arbeitete unter anderem für die Naval Postgraduate School (NPS) und war von 2002 bis 2008 Dekan der School of International Graduate Studies der NPS. Am 16. Oktober 2018 wurde er vom damaligen Präsidenten Donald Trump in die American Battle Monuments Commission berufen.

## Orden und Auszeichnungen
Robert Ord erhielt im Lauf seiner militärischen Laufbahn unter anderem folgende Auszeichnungen:
- Army Distinguished Service Medal
- Silver Star
- Legion of Merit
- Bronze Star Medal
- Defense Superior Service Medal